# ألي فايتينن كويكا
ألـّي فايتـّينن كويكـّا (Alli Vaittinen-Kuikka؛ إيمبيلهتي، 8 مايو 1918 - يوينسو، 3 ديسمبر 2006) مديرة الرعاية الطبية و عضو البرلمان و مستشارة للشؤون الاجتماعية و برلمانية فنلندية . اشتهرت خصوصاً بدورها باختفاء داء العوساء تقريباً في سنوات الخمسينات.